# Kyujutsu
Kyūjutsu (弓術) er japansk bueskydning, som i tidligste tider kun den Japanske adel benyttede sig af, og senere de tjenende samuraierne benyttede sig af. Bueskydning have tre specielle relationer som den dag i dag adskiller japansk bueskydning fra vestlig. På den ene side en intim relation med den japanske Shinto religion, og på den anden side var den en integreret del af det kejserlige hofs ritualer, under indflydelse af kinisisk Konfutse ceremoniel. Derudover gik adelen på buejagt, og dyrkede fra de tidligste tider forskellige konkurrence former til hest og fods, for at holde deres træning vedlige til krigsbrug. Bland Adelen og ved hoffet var konkurrence med store præmier også blevet populære i Heian perioden (794 til 1185).  På den tredje side anvendte den japanske kriger bue og pil under krigsførelse, hvor formålet var at ramme fjenden og trænge igennem til fjenden.

## Historie
Buen kendes tidligt fra den japanske mytologi, hvor den første kejser Jimmu 660 f.Kr. anvendte bue og pil.
Kyujutsu var oprindelig et militært anliggende, hvor der før 1603 blev trænet hårdt på basis af metoden ko-bujutsu.
Buen var et symbol på den professionelle kriger fra ca. 1192-1573, hvor buen havde meget høj status blandt samuraierne især i forbindelse med anvendelse fra hesteryg.
I 1300-tallet oprettede Sadamune Ogasawara en 'ryu' (skole der viderefører traditioner), der var navngivet efter hans efternavn, Ogsawara Ryu. Denne ryu var baseret på meget streng etikette, hvor eleverne blandt andet praktiserede yabusame. Yabusame er bueskydning fra hesteryg, mens der rides ad en smal sti eller vej.
Foruden samfundsklassen samurai eksisterede der grupper, som anvendte bue og pil i mere eller mindre grad i forbindelse med krigsførelse, fx munke og ninja.
Selvom samuraierne er bedst kendt for deres anvendelse af katana (samuraisværd), har bue og pil alle dage været det foretrukne våben på slagmarken. Bue og pil begyndte først langsomt at tabe sin effektivitet efter indførelse af skydevåben fra Portugal i midten af 1500-tallet.
Kyujutsu fortsatte i Edo perioden (1603-1868), hvor nogle af grupperne (ryu) ændrede formål og metode til den specifikke budo-metode, ko-budo. Umiddelbart efter skete der i løbet af Edo perioden yderligere et skift, hvor de fleste kyujutsu ryu ændrede deres træningsmetoden i en ny retning, der efter 1868 blev kendt under navnet shin-budo eller gendai-budo. fra 1600 tallet og frem begyndte betegnelsen kyudo at form for bueskydning blev kendt under navnet kyudo, hvis formål gik i retning af spirituel træning.
Der kunne forekomme konkurrencer om penge og præmier, og især Toshiya blev i løbet af Edo perioden uhyre populært, og de skytter som vandt konkurrence det blev kaldt for "Japans mestre" Kakemato Hinatsu Shigetaka rettede en skarp kritik af Toshiya advarede om, at man var ved at bevæge sig væk fra 'Vejen'.
Endvidere kunne man opleve konkurrencer inden for udholdenhedsskydning, hvori det gjaldt om at affyre flest muligt pile inden for 24 timer. Desuden var der Skydning efter hunde til hest (Inuoumono). I starten med pile til krigbrug, senere med stumme pile.

### Våben og militærtræning
De tidligste buer var fremstillet af et stykke træ, men omkring 1100-tallet bestod buen af to stykker bambus. Buerne varierede i længde ca. 1,8 meter til 2,1 meter. Pilene havde forskellige udformninger afhængig af formålet. Den specifikke pil blev udvalgt på slagmarken i forhold til fjendens mål. Samuraien kunne medbringe ca. 40 pile i et pilekogger.
Militærtræningen var hård og krævende. Træningen fordrede, at samuraien som var udtaget som bueskytte skulle skyde omkring tusind pile dagligt under hård disciplin. Desuden modtog bueskytterne træning i slagmarkstaktik i fuld rustning, hvor krigeren skulle lære arbejde sammen i kolonner under streng kommando.
Til sammenligning kunne en veltrænet samurai affyre en pil, der kunne skydes ud til en afstand på 800 meter. I dag vil blot halvdelen af denne distance være exceptionelt. .

### Kyujutsu og kyudo
Den nye retning inden for budo havde andre formål end kyujutsu, hvorved sportslige konkurrenceformer, med præmier samt mestertitler begyndte at florere i denne periode (Edo-perioden 1603-1868).  På grund af de fredlige tilstande i Edo perioden var der ikke brug for en stor stående hær, og mange samuraier blev arbejdsløse. Som en form for kompensation for disse forhold ønskede shogun Tokugawa Yoshimune i 1714 om at rekonstruere bueskydningen, således at arbejdsløse kunne får en indtægt samt eventuel prestige gennem konkurrencer som Tōshiya. Desuden var der nogle, som mente, at konkurrencer på denne måde kunne re-etablere bushi idealerne, som mentes at være i opløsning gennem den lange fredsperiode som Edo-perioden repræsenterede.
Den sportslige retning inden for japansk bueskydning har ifølge Donn F. Draeger ikke traditioner til kyujutsu eller den klassiske budo, hvilket teoretikkeren begrunder med, at ingen sport kan være en rigtig klassisk do-form; ingen klassisk do-form kan rumme en sportslig tilgang, fordi det primære formål med sport er etablissementet af bedre rekorder eller mesterskaber, såvel udvikling af individuelle sportsstjerner eller mestre. At blive en klassisk do-form en sportslig tilgang må fravælges. Med andre ord; kyujutsu og den klassiske kyudo har et andet formål end den nye retning inden for kyudo.

## Organisationsforhold –
De klassiske Kyujutsu ryu er selvstændige grupper, der er uafhængig af medlemskab af øvrige organisationer eller kan være medlem af organisationer, der ikke organiserer den moderne form for kyudo.
Selvom de klassiske kyujutsu ryu og kyudo-skoler er forskelligt organiseret samt træner adskilt, støtter ankf de opvisninger som de klassiske organisationer arrangerer for offentligheden. Som oftest trænes begyndere i en af de 3 ANKF former som lægger sig tæt op af de 3 almindeligste ryu, og hvis de er interesserede i en klassisk ryu som trænes på stedet bliver de introduceret til den omkring 3 dan, eller melder sig ind i en af de mange Domonkai – som er bevarings- grupper som sørger for de enkeltes skolers linjer ryu ha bliver overleveret.